# Melanosomellidae
Die Melanosomellidae bilden eine Hautflüglerfamilie innerhalb der Überfamilie der Erzwespen (Chalcidoidea). 
Das Taxon geht auf den US-amerikanischen Entomologen Alexandre Arsène Girault zurück, der 1913 die Tribus Melanosomellini einführte. Die Typusgattung ist Melanosomella Girault, 1913 (syn. Terobiella Ashmead, 1900). Burks et al. führten 2022 aufgrund molekularbiologischer und morphologischer Studien eine Aufspaltung und Umgliederung der Pteromalidae durch. Im Rahmen dieser Revision wurde die Tribus aus der damaligen Unterfamilie Ormocerinae innerhalb der Pteromalidae herausgelöst und in den Rang einer eigenständigen Familie erhoben.

## Merkmale
Burks et al. (2022) beschreiben die Familie Melanosomellidae anhand folgender morphologischer Eigenschaften: Die Fühler weisen 12 Geißelglieder auf. Diese Anzahl beinhaltet ein kleines viertes Keulenglied (Clavomer). Die Augen sind nicht ventral divergierend. Der Clypeus ist ohne quer gerichteter subapikaler Furche. Das Labrum ist flexibel und verdeckt. Die Mandibeln besitzen drei Zähne. Die subforaminale Brücke ist mit Postgena, getrennt durch die untere Tentoriumsbrücke, oder mit einer kurzen postgenalen Brücke unmittelbar dorsal zum Hypostoma. Die Notauli sind vollständig. Das Mesoscutellum ist mit seitlich angedeutetem Frenum, entweder ohne axillularer Furche (Sulcus) oder Kiel (Carina), oder diese sind stark reduziert und unvollständig. Der mesopleurale Bereich ist ohne erweitertem Acropleuron. Alle Beine weisen 5 Tarsenglieder auf. Der protibiale Sporn ist kräftig und gebogen. Der basitarsale Kamm ist längs gerichtet. Das Metasoma ist mit Syntergum und daher ohne Epipygium (Subgenitalplatte).

## Verbreitung
Die Melanosomellidae kommen fast ausschließlich in der südlichen Hemisphäre vor. Ein Großteil der Gattungen ist in Australien verbreitet.

## Lebensweise
Die Melanosomellidae sind gallerzeugende Hautflügler. Zu den Wirtspflanzen zählen Hülsenfrüchtler, Hundsgiftgewächse, Kasuarinengewächse, Myrtengewächse, Spindelbaumgewächse, Sterkuliengewächse und Süßgräser.

## Innere Systematik
Zu den Melanosomellidae werden folgende Gattungen gezählt:
- Aditrochus Rübsaamen, 1902 – 5 Arten, Argentinien, Chile
- Aeschylia Girault, 1929 – 3 Arten, Australien
- Alloderma Ashmead, 1904 – 1 Art (A. maculipennis), Australien
- Alyxiaphagus Riek, 1963 – 1 Art (A. picturatus), Australien
- Australicesa Koçak & Kemal, 2008 – 1 Art (A. kohouti), Australien
- Brachyscelidiphaga Ashmead, 1900 – 5 Arten, Australien
- Encyrtocephalus Ashmead, 1900 – 13 Arten, Australien, Eritrea
- Epelatus Girault, 1928 – 1 Art (E. eurytomoideus), Australien
- Espinosa Gahan, 1947 – 1 Art (E. nothofagi), Argentinien, Chile
- Eurytomomma Girault, 1920 – 2 Arten, Australien
- Hansonita Bouček, 1993 – 1 Art (H. pertusae), Costa Rica
- Hubena Bouček, 1988 – 1 Art (H. ruris), Australien
- Krivena Bouček, 1988 – 1 Art (K. pennata), Australien
- Lincolna Girault, 1940 – 2 Arten, Australien
- Lisseurytoma Cameron, 1912 – 2 Arten, Australien
- Mayrellus Crawford, 1910 – 1 Art (M. mirabilis), Brasilien
- Megamelanosoma Girault, 1928 – 1 Art (M. aeschyli), Australien
- Nambouria Bouček, 1988 – 2 Arten, Australien, Neuseeland
- Neochalcissia Girault, 1920 – 1 Art (N. magniscapus), Australien
- Neoperilampus Girault & Dodd, 1915 – 1 Art (N. niger), Australien
- Perilampella Girault & Dodd, 1915 – 6 Arten, Australien, Java, Sumatra (Indonesien)
- Perilampomyia Girault, 1916 – 2 Arten, Australien
- Plastobelyta Kieffer, 1906 – 1 Art (P. gallicola), Chile
- Queenslandia Koçak & Kemal, 2008 – 1 Art (Q. blackburni), Australien
- Systolomorpha Ashmead, 1900 – 4 Arten, Australien
- Terobiella Ashmead, 1900 – 12 Arten, Australien
- Trichilogaster Mayr, 1905 – 10 Arten, Australien, Saudi-Arabien, Südafrika
- Westra Bouček, 1988 – 1 Art (W. nigra), Australien
- Wubina Bouček, 1988 – 1 Art (W. cardaleae), Australien
- Xantheurytoma Cameron, 1912 – 2 Arten, Australien